# Kurt Felix

Kurt Felix moderiert die Sendung Supertreffer (1989)

Kurt Paul Felix (* 27. März 1941 in Wil, Kanton St. Gallen; † 16. Mai 2012 in St. Gallen) war ein Schweizer Fernsehmoderator und Fernsehjournalist, der ab 1995 auch die italienische Staatsbürgerschaft besass. Grosse Bekanntheit erlangte er im deutschsprachigen Raum mit der Sendung Verstehen Sie Spaß?, die er gemeinsam mit seiner Ehefrau Paola realisierte. Das Paar gehörte zu den beliebtesten Moderatoren seit Bestehen des Fernsehens.

## Leben

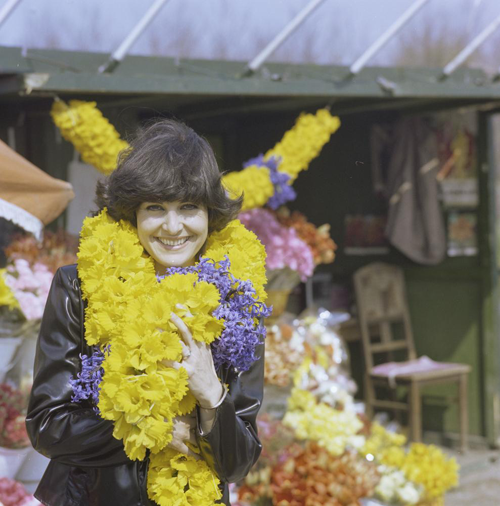
Paola Felix am Eurovision Song Contest 1980

Als Kurt Felix elf Jahre alt war, liessen sich seine Eltern scheiden, er wuchs bei Pflegeeltern auf. Schon früh entwickelte sich sein Interesse an Radio-Hörspielen, die er bereits zu Schulzeiten selbst schrieb und die teilweise gesendet wurden. Auch produzierte er Tonbandinterviews mit Prominenten, die 1960 in der Radiosendung Hallo Teenager des Österreichischen Rundfunks ausgestrahlt wurden. Nachdem ihm während seines Militärdienstes die ihm übertragene Organisation eines Unterhaltungsabends für die Truppe gelungen war, bewarb er sich beim Fernsehen. 1962 erhielt er seinen ersten Vertrag für die Mitwirkung an einer Fernsehsendung, während er nach Abschluss des Lehrerseminars in Kreuzlingen 1962 im Hauptberuf als Lehrer arbeitete und seit 1961 gelegentlich als Radioreporter und Zeitungsjournalist tätig war. 1965 nahm er eine Vollzeitstelle beim Schweizer Fernsehen SF DRS an, zunächst als Redaktor in der Abteilung Kultur und Wissenschaft. 1978 wurde er innerhalb der Abteilung Unterhaltung, in die er 1973 gewechselt war, Ressortleiter Quiz und Spiele. Dort entwickelte und moderierte er eigene erfolgreiche Sendeformate, insbesondere Unterhaltungssendungen (Stöck-Wys-Stich, Grüezi Mitenand, Teleboy).
Ab 1980 moderierte er die von ihm entwickelte Sendung Verstehen Sie Spaß? im Ersten Deutschen Fernsehen und beendete ein Jahr später seine langjährige Tätigkeit als Moderator von Teleboy im Schweizer Fernsehen. Hauptbestandteil von Verstehen Sie Spass war die versteckte Kamera, welche der von Allen Funt 1948 erfundenen Sendung Candid Camera des amerikanischen Fernsehens nachempfunden wurde. Von 1983 bis 1990 stand Felix für Verstehen Sie Spaß? gemeinsam mit seiner Frau Paola vor der Kamera, nachdem die beiden 1982 im ZDF als kurzfristig eingesprungene Vertreter für Harald Juhnke in der Musikshow Lieder gehen um die Welt ihr erfolgreiches gemeinsames Moderationsdebüt gefeiert hatten.
Zu seinem 50. Geburtstag wechselte Felix 1991 hinter die Kamera. Er entwickelte die Samstagabendshow Ein roter Teppich für …, war als Berater der Sendung Verstehen Sie Spaß?, als Fernsehkolumnist unter anderem bei der Schweizer Illustrierten, beim SonntagsBlick und beim St. Galler Tagblatt tätig, bevor er 2008 seine Berufstätigkeit endgültig beendete.
Am 24. Juni 2011 erhielt er in Zürich den Schweizer Fernsehpreis für sein Lebenswerk. Überreicht wurde ihm dieser von seinen langjährigen Freunden Frank Elstner und Karl Dall.
Privates

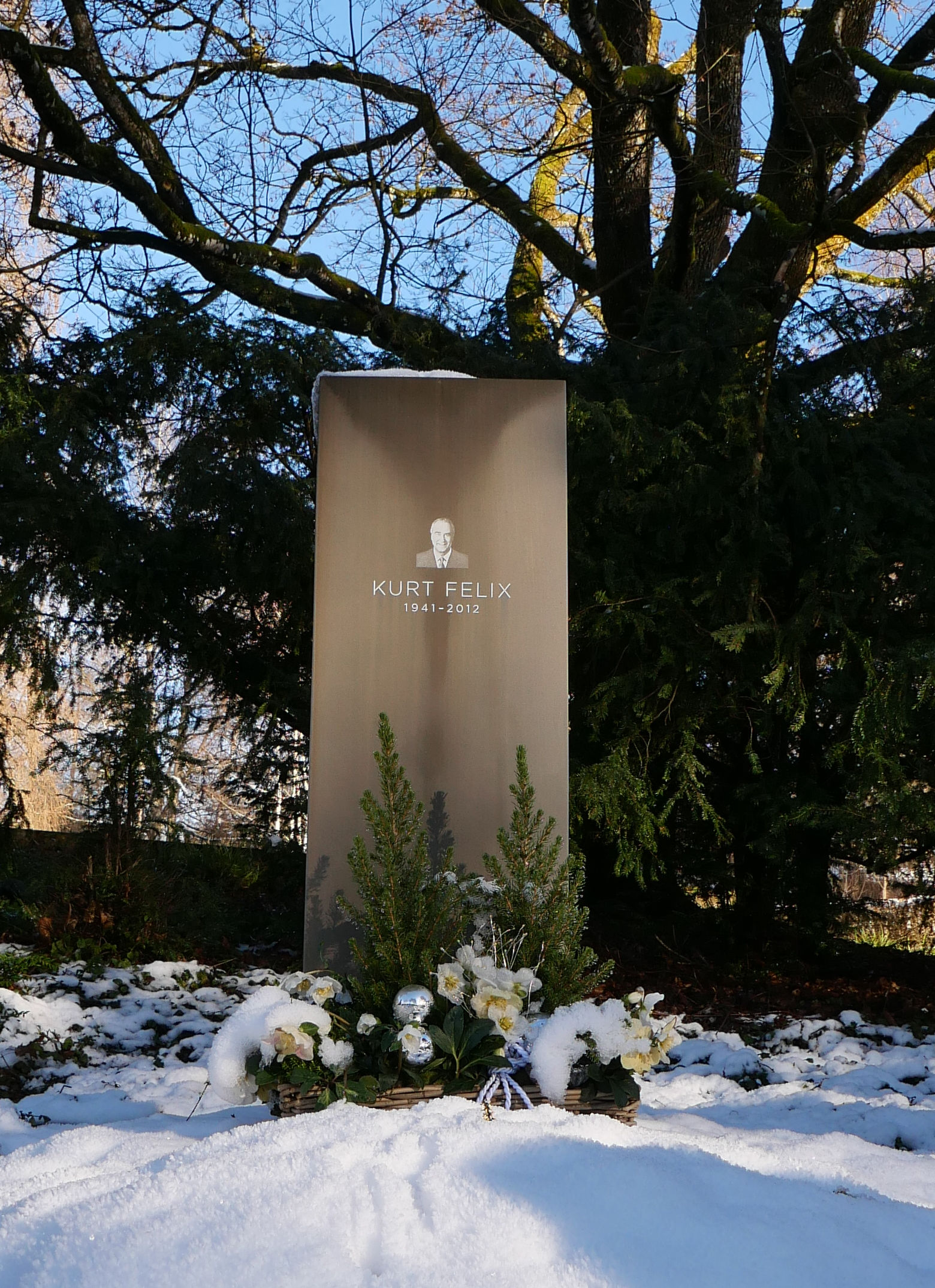
Das Grab im Jahr 2025

Felix heiratete 1980 in zweiter Ehe die Sängerin und Fernsehmoderatorin Paola Del Medico. 1988 wurden sie in einer repräsentativen Umfrage des Meinungsforschungsinstitutes Emnid von den Zuschauern zum beliebtesten Moderatorenpaar im deutschen Fernsehen gewählt.
Kurt Felix’ Sohn Daniel (* 1966) stammt aus erster Ehe und arbeitet beim Schweizer Fernsehen als Sendeleiter. Beide verband die Leidenschaft für Eisenbahnen.
Zu Kurt Felix’ Hobbys gehörten, neue Schweizer Autobahnen vor deren Verkehrsfreigabe abzuwandern, mit seiner Jacht die Alpenseen zu befahren sowie Mitteleuropa und Italien zu bereisen.
Im Jahr 2003 zog er sich aufgrund einer Thymom-Krebserkrankung ins Privatleben zurück. Die intensive medizinische Behandlung war vorerst erfolgreich, sodass er danach längere Zeit beschwerdefrei zusammen mit seiner Frau an ihren Wohnsitzen in St. Gallen und in Italien leben konnte. Anfang April 2010 wurde ein neuer Krebsausbruch diagnostiziert, sodass er alle laufenden Verpflichtungen absagen musste.
Kurt Felix starb am 16. Mai 2012 im Alter von 71 Jahren im Kantonsspital St. Gallen und wurde auf dem Ostfriedhof in St. Gallen beigesetzt.

## Sendungen

Showmaster Kurt Felix (links) und Regisseur Max Sieber, im Hintergrund das Maskottchen «Teleboy» zur gleichnamigen Sendung (1974)

Kurt Felix mit Teleboy-Spardose und Blumen für die Teilnehmer, Comet Photo, Bildarchiv der ETH Zürich, 1974

Kurt Felix in einem Mini (1974)

Kurt Felix in der Show Supertreffer unterhält sich mit einem Kind (1989)

- Showmaster Kurt Felix (links) und Regisseur Max Sieber, im Hintergrund das Maskottchen «Teleboy» zur gleichnamigen Sendung (1974)Das große Bücherquiz
Präsentation der Jugend-TV-Sendung rund um Bücher, 1965.
- Club 66
auch bekannt als «Club 67» und «Club 68», abhängig vom Ausstrahlungsjahr; Autor und Moderator der TV-Jugendsendung mit Musik und Quiz (insgesamt 24 Folgen), 1966–1968.
- Stöck-Wys-Stich
Entwicklung des Sendeformats; Moderation von 1968 bis 1969. Erste interaktive Sendung in der Schweiz rund um das im alemannischen Raum beliebte Kartenspiel Jassen; heute trägt die Sendung den Namen Samschtig-Jass.
- Mit Dampf und Volksmusik
Erfinder der Sendung, Autor und Regisseur. Eurovisionssendung (DRS, ORF, ZDF) mit volkstümlicher Musik. Mit der Eisenbahn suchen die Interpreten pittoreske Landschaften in Mitteleuropa auf.
- Grüezi Mitenand
Unterhaltungssendung, die Kurt Felix entwickelte, gestaltete und 1971/1972 zusammen mit Rosemarie Pfluger moderierte. In der Show wird erstmals der Schweizer des Jahres gewählt und Geld zur Rettung Schweizer Kulturdenkmäler gesammelt.
- Wer bietet was
Autor und Moderator. Show während der Funkausstellung in Zürich, 1973.
- Kurt Felix mit Teleboy-Spardose und Blumen für die Teilnehmer, Comet Photo, Bildarchiv der ETH Zürich, 1974Illusionen
Autor des Eurovision-Ratespiels; als Moderator vom DRS vorgeschlagen, jedoch vom ZDF abgelehnt.
- Teleboy
Entwicklung des Sendeformats, Autor und Moderator. Unterhaltungssendung mit versteckter Kamera, Quizelementen, Sketchen und Showblocks (1974–1981), die mit bis zu 70 Prozent die höchsten Einschaltquoten in der Geschichte des Schweizer Fernsehens erzielte.
- That's TV
Autor der mit der «Bronzenen Rose von Montreux» und dem «Chaplin Preis» ausgezeichneten Sketchsendung.
- Kurt Felix in einem Mini (1974)Lieder gehen um die Welt
ZDF-Musikshow, zusammen mit Paola moderiert, 1982.
- Freitagsparty
SWF-Vorabendsendereihe, Co-Moderation mit Paola (6 Folgen), 1983.
- Verstehen Sie Spaß?
Versteckte Kamera in der ARD, Weiterentwicklung von Teleboy. Autor; Moderator von 1980 bis 1990, ab 1983 als Samstagabendshow gemeinsam mit Ehefrau Paola. 1991 und 1992 wurden die Streiche in einer Best-of-Sendereihe im Vorabendprogramm der ARD präsentiert.
- Kurt Felix in der Show Supertreffer unterhält sich mit einem Kind (1989)Supertreffer
Samstagabend-Show im Schweizer Fernsehen um Rekorde und Millionen, 1987 bis 1991.
- Klassiker mit Kurt Felix
Präsentation seiner beliebtesten Streiche mit Versteckter Kamera (in den Dritten Programmen im Südwesten, im Norden, von WDR und MDR), 2001 und 2002.
- Ein roter Teppich für …
Entwicklung des Sendeformats. Bei dieser 2006 ausgestrahlten Samstagabend-Gala ging es um eine berühmte Schweizer Persönlichkeit oder eine ausländische Berühmtheit mit Schweizer Wohnsitz. Die Sendung wurde nach drei Folgen eingestellt.

## Auszeichnungen
- 1965: Goldenes Mikrofon der BBC für ein von ihm komponiertes und inszeniertes Kindermusical
- 1976: Prix Tell
- 1977: Prix Walo für Teleboy
- 1978: Rose von Montreux Bronzene Rose für «That’s TV»
- 1985: Goldene Rose von Montreux Spezialpreis für das Lebenswerk
- 1990: Bambi für die erfolgreichste Fernsehunterhaltung Deutschlands in den 80er Jahren ("Verstehen Sie Spaß?" erreichte Rekord-Einschaltquoten von über 20 Millionen Zuschauern allein in Deutschland und 30 Millionen europaweit)[9]
- 2003: Bambi für das Lebenswerk
- 2005: Medienpreis SRG idée suisse für das Lebenswerk
- 2006: glanz & gloria Award des Schweizer Fernsehens
- 2006: Staufermedaille in Gold des Landes Baden-Württemberg
- 2007: «One 100» Auszeichnung zum Weingourmet des Jahres in Deutschland
- 2011: Ostschweizer Medienpreis für das Lebenswerk
- 2011: Schweizer Fernsehpreis für das Lebenswerk[10]

## Werke
- Verstehen Sie Spass? Versteckte Kamera. Habegger, Derendingen 1982, ISBN 3-85723-174-2.

## Dokumentationen
- Eric Bergkraut: Felix & Felix – Durch den Herbst mit Kurt & Paola. DOK vom 24. März 2011 (51 Minuten)
- «Hoi Hoi Teleboy»: Kurt Felix und sein Leben. In: glanz & gloria, 27. März 2011 (54 Minuten; Inhalt)